# Уизем, Джеральд
Джеральд Бересфорд Уизем (13 декабря 1927, Галифакс, Уэст-Йоркшир — 26 января 2014) — американский учёный в области прикладной математики.

## Биография
Окончил Манчестерский университет в 1953 году (Ph.D.), ученик сэра Джеймса Лайтхилла.
Преподавал на кафедре математики в Массачусетском технологическом институте в 1959—1962 годах. В 1962 году перешёл в Калифорнийский технологический институт, Пасадена, Калифорния. В 1967 году организовал специализацию прикладная и вычислительная математика.

## Награды и звания
- Член Американской академии искусств и наук с 1959 года.
- В 1965 году избран членом Королевского общества.
- Премия Норберта Винера по прикладной математике в 1980 году, «за выдающийся вклад в прикладную математику в самом высоком и широком смысле этого слова», «за вклад в понимание динамических явлений в жидкости и инновационный вклад в методологию, посредством которой это понимание достигнуто».